# Castelo de Tomar

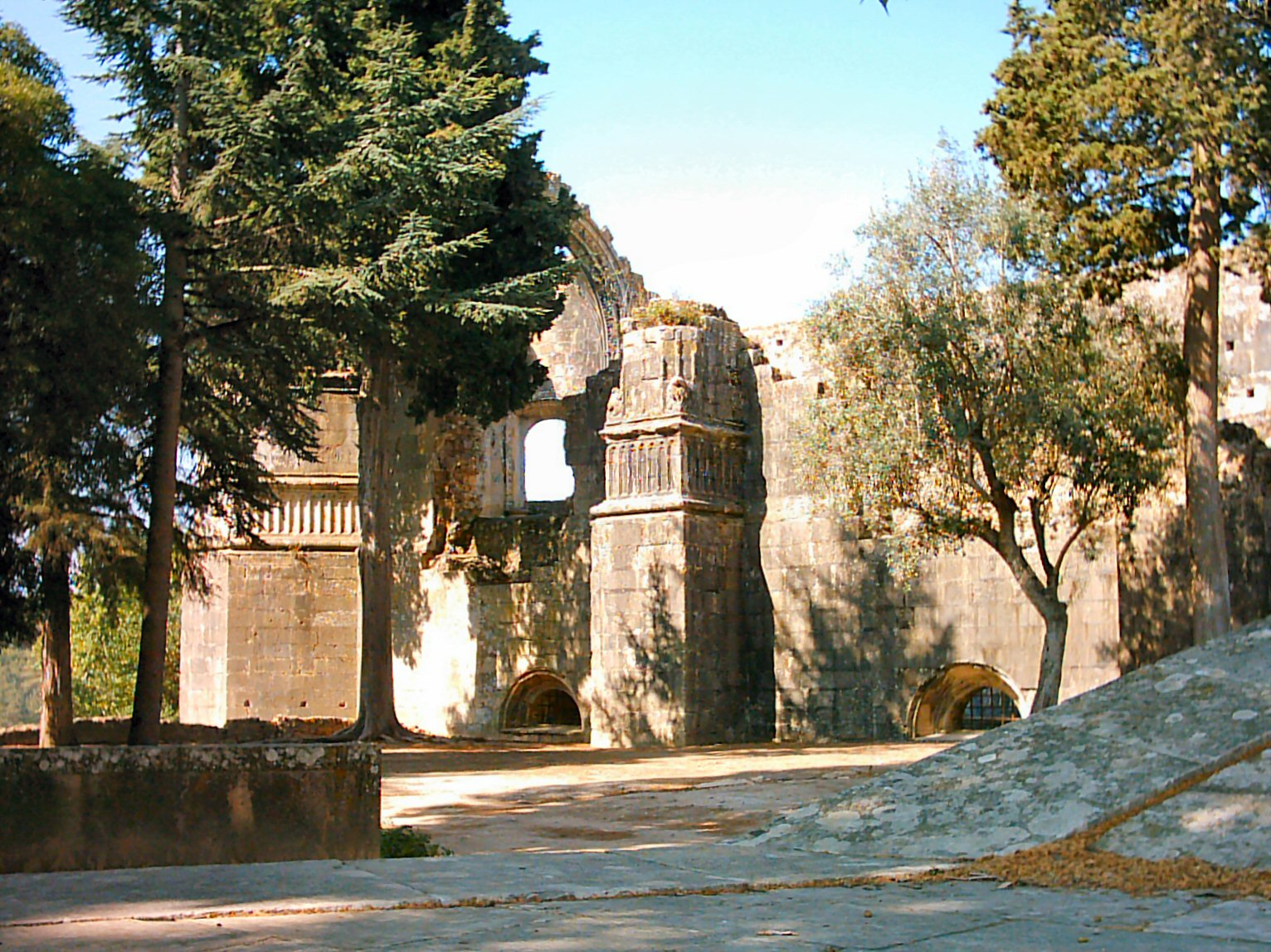
Castelo de Tomar, Portugal.

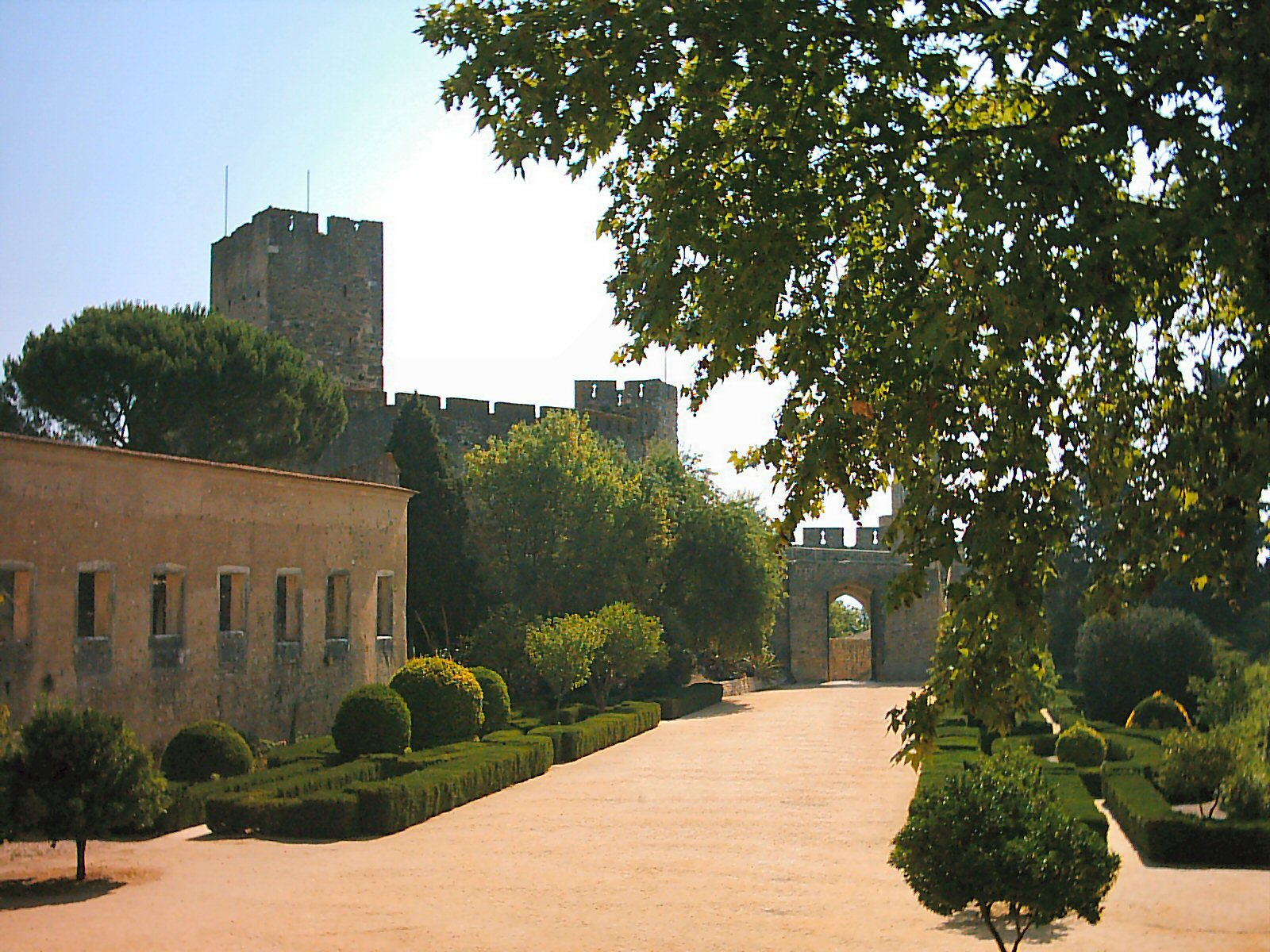
Castelo de Tomar.

O Castelo de Tomar, no Ribatejo, localiza-se na freguesia de Tomar (São João Baptista) e Santa Maria dos Olivais, na cidade e município de Tomar, distrito de Santarém, em Portugal. Integra o grande conjunto arquitetónico do Convento de Cristo.
Castelo templário na margem direita do rio Nabão, integrou, à época da Reconquista, a chamada Linha do Tejo, juntamente com outros na região que lhe acompanham o estilo: os de Almourol, Idanha, Monsanto, Pombal e Zêzere.
O Castelo de Tomar está classificado como Monumento Nacional desde 1910, e como Património da Humanidade pela UNESCO desde 1983.

## História

### O castelo medieval
Afirmando-se imperativa a operação de uma fortificação destinada a complementar a linha defensiva do acesso por Santarém à então capital, Coimbra, ao fim de um ano no arruinado Castelo de Cera, o Mestre da Ordem dos Templários em Portugal, D. Gualdim Pais, filho de Paio Ramires, decidiu-se pela construção de um novo castelo, em local mais adequado, e que viria a tornar-se a sede da Ordem no país.
Não se sabe com certeza qual a razão que levou à opção por Tomar, em lugar da reforma do castelo de Cera. Alguns estudiosos afirmam que o novo sítio, em um outeiro à margem direita do rio Tomar (actual Nabão), dominando uma planície, era estrategicamente mais vantajoso. Outros argumentam que o sítio foi escolhido considerando a sua posição na linha que, em relação ao Meridiano de Paris, forma um ângulo de 34°, comum nos projetos arquitetónicos da Ordem, correspondente à diagonal da relação de 2/3 observada na constelação de Gêmeos, um dos símbolos Templários.
De qualquer modo, a construção do Castelo de Tomar iniciou-se em 1 de Março de 1160, conforme inscrição epigráfica em seus muros. Na mesma época, iniciou-se a construção da Charola, posteriormente adaptada a Capela-mor, uma das edificações templárias mais importantes no Ocidente.
Diante do compromisso de promover o povoamento da região, D. Gualdim Pais concedeu o primeiro foral ao termo de Tomar já em 1162, documento posteriormente confirmado em 1174. Em 1165, a Ordem recebeu ainda os domínios de Idanha e de Monsanto, sendo-lhe prometido, em 1169, um terço das terras que viessem a conquistar ao Sul do rio Tejo. No ano seguinte (1170), a chamada Linha do Tejo era reforçada com a construção do Castelo de Almourol.
Duas décadas mais tarde, sob o reinado de D. Sancho I (1185-1211) a contra-ofensiva do Califado Almóada de 1190 sob o comando do califa Iacube Almançor, após reconquistar o Castelo de Silves e o Algarve, avançou para o Norte conquistando, sucessivamente, os castelos de Alcácer do Sal, Palmela e Almada (1190-1191). Transpôs em seguida a Linha do Tejo, cercando Santarém, destruindo Torres Novas e Abrantes até alcançar Tomar, que, sob sucessivos assaltos, resistiu durante seis dias defendida pelos Templários, quebrando o ímpeto do invasor. Nesta ocasião, os mouros forçaram a porta do Sul e penetraram na cerca exterior. A defesa dos Templários foi de tal forma encarniçado que a porta de assalto ficou conhecida como Porta do Sangue.
Diante da extinção da Ordem pelo Papa Clemente V (1312), o rei D. Dinis (1279-1325) acautelou a posse dos bens dela no reino. Para melhor administrá-los, criou a Ordem de Nosso Senhor Jesus Cristo (1321), inicialmente com sede em Castro Marim, no Algarve, transferindo-lhe o património da antiga Ordem. Poucos anos mais atarde, entretanto, a sede da nova ordem foi transferida para Tomar (c. 1338).
O Infante D. Henrique, na qualidade de Governador da Ordem de Cristo, terá tido residência no Castelo de Tomar. Posteriormente, o castelo foi objeto da atenção de D. Manuel (1495-1521) e de D. João III (1521-1557) através de obras de restauração e reforço, quando foi ampliado o Convento de Cristo. Por ordem do primeiro, a população intra-muros foi obrigada a transferir-se para a vila, junto ao rio (1499); posteriormente, na primeira metade do século XVI, os Paços da Rainha foram ampliados, desenvolvendo-se as obras no sentido setentrional, entre a Charola e a Alcáçova.

### Do século XVII aos nossos dias
Escasseiam, a partir de então as informações sobre este conjunto defensivo: em 1618, demoliu-se a torre Noroeste para se ampliar a entrada no recinto do castelo, que chegou aos nossos dias relativamente bem conservado.
A vila de Tomar foi elevada à categoria de cidade por alvará de D. Maria II (1826-1828 e 1834-1853), em 13 de Fevereiro de 1844.
O castelo encontra-se classificado como Monumento Nacional por Decreto publicado em 23 de Junho de 1910, e como Património da Humanidade, pela pela Assembleia Geral da UNESCO de 27 a 30 de Junho de 1983.
Em 1973 foram procedidos trabalhos de restauro no piso do adarve no troço de muralha entre a Porta do Sol e a Torre da Rainha e, mais recentemente, em 1986, trabalhos de consolidação das muralhas junto à Porta do Sangue.

## Características
O castelo apresenta elementos de arquitectura militar nos estilos românico, gótico e renascentista. Alguns autores apontam a presença de vestígios indicativos de uma estrutura militar anterior, que poderia remontar à época romana e que teria perdurado até à época islâmica, referindo a presença, no aparelho dos muros, de algumas placas decorativas, de cronologia visigótica ou moçárabe, provavelmente oriundas do sítio de Santa Maria dos Olivais, à margem esquerda do rio Nabão.
É composto por uma dupla cintura de muralhas, que delimitavam o primitivo burgo intramuros e a praça de armas:
- uma num plano superior, de planta poligonal irregular, com algumas faces curvas, nascendo junto à entrada da Casa do Capítulo e terminando na Torre de Dona Catarina. Delimita a Alcáçova e mantém apenas a cisterna e a Torre de Menagem no seu interior, figura defensiva introduzida em Portugal pelos Templários e que tem, aqui, o seu testemunho mais antigo;
- outra num plano inferior, ligando a fachada Leste da Charola à zona Sul da Alcáçova, que correspondia à vila fortificada da Baixa Idade Média. Também apresenta planta poligonal irregular, desenvolvendo-se em cunha no sentido Leste, rematada numa grande torre de planta quadrangular, denominada Torre da Rainha. Esta cintura incorpora um outro elemento defensivo também introduzido pelos Templários no país: o alambor. Este consiste no embasamento dos muros em rampas, destinadas a impedir a aproximação das torres de assalto e a dificultar os trabalhos de sapa e mina, bem como a eliminar ângulos mortos na base das muralhas, tendo sido empregado em Tomar circundando toda a muralha.

Essas muralhas eram reforçadas a espaços regulares por cubelos de plantas semi-circular e quadrangular, na tipologia importada pelos Templários do Oriente, que a ele recorreram na Terra Santa na fortificação de Saphyum, que seguia o desenho da Fortaleza dos Cavaleiros Hospitalários, em Hom.
Ingressando pela Porta de Santiago e ultrapassando-se a Porta do Sol surgem, à direita, a Alcáçova e a Torre de Menagem. Abre-se então o terreiro que vai dar à Charola. Para Sudoeste, outro terreiro, rematado pela Torre de Dona Catarina. A muralha prossegue, amparada em torreões, até à Porta do Sangue e à Torre da Condessa. Para o Norte, observam-se outras torres com plantas em diversos feitios. Ultrapassada a Charola, abre-se a Porta de São Martinho, inflectindo a muralha, sempre amparada por torres e cubelos, de novo em direcção à alcáçova.
Apesar das múltiplas alterações que tiveram lugar no recinto fortificado ao longo dos séculos, a maior parte delas relacionada com as sucessivas campanhas de alargamento do Convento de Cristo no sector Oeste, são ainda numerosos e significativos os elementos românicos do castelo. Entre eles destaca-se a Torre de Menagem, com planta no formato rectangular dividida internamente em três pavimentos. No segundo pavimento encontra-se uma inscrição em latim, repetida na lápide comemorativa do cerco muçulmano de 13 de Julho de 1190 na escadaria que leva ao terreiro da Charola, informando ao visitante:
Na era de 1198 (1160 da era de Cristo), reinando Afonso, ilustríssimo rei de Portugal, D. Gualdim, mestre dos cavaleiros portugueses do Templo, com os seus freires, começou no primeiro dia de Março a edificar este castelo, chamado de Tomar, que, acabado, o rei ofereceu a Deus e aos cavaleiros do Templo.
Um funicular ligando o a Capela de São Gregório ao castelo foi proposto por um particular em 2010 e rejeitado pela edilidade.